# San Cebrián de Buena Madre
San Cebrián de Buena Madre es una localidad situada en la  provincia de Palencia,  comunidad autónoma de  Castilla y León (España), comarca de El Cerrato, ayuntamiento de Valbuena de Pisuerga.

## Datos generales
Desde el año 2000 hasta el año 2020 no ha habido ningún habitante empadronado en esta localidad.
Se encuentra situado a 6 km al norte  de la capital del municipio, Valbuena de Pisuerga, en la margen izquierda del Pisuerga, junto a la localidad burgalesa de Valbonilla, bañada por el arroyo de Valbonilla, afluente del Pisuerga.

## Historia
Lugar que formaba parte, en su categoría de pueblos solos,  del Partido de  Castrojeriz, uno de los catorce que formaban la Intendencia de Burgos, durante el periodo comprendido entre 1785 y 1833, en el Censo de Floridablanca de 1787, jurisdicción de señorío, alcalde pedáneo. Contaba entonces con 12, 5 vecinos, uno de ellos noble y 1 eclesiástico.
Antiguo municipio de Castilla la Vieja en el partido de Astudillo código INE-345104  
En el censo de la matrícula catastral  contaba con 4 hogares y 21 vecinos y se denominaba San Cibrián de Buenamadre
Entre el censo de 1857 y el anterior, este municipio desaparece porque se integra en el municipio 34186 Valbuena de Pisuerga.

### SigloXIX
Así se describe a San Cebrián de Buena Madre en la página 283 del tomo VI del Diccionario geográfico-estadístico-histórico de España y sus posesiones de Ultramar, obra impulsada por Pascual Madoz a mediados del siglo XIX:

CEBRIÁN DE BUENAMADRE (SAN)

Villa con ayuntamiento en la provincia de Palencia (6 leguas), partido judicial de Astudillo (1), diócesis de Burgos (9), audiencia territorial y capitanía general de Valladolid (14).
Situada en un valle combatido por los vientos del N y SO, con clima templado y bastante sano.
Tiene 6 casas, un palacio antiguo y una iglesia parroquial bajo la advocación de Santa Juliana, servida por un cura párroco.
Confina el término N Valbonilla; E Vallejera; S Balbuena, y O Astudillo.
El terreno es de buena calidad; se labran como 400 obradas, y al S del pueblo hay un monte de roble y encina donde pastan los ganados en algunas estaciones del año; lo baña el río Pisuerga y un pequeño arroyo que pasa por sus inmediaciones de cuyas aguas se surte el vecindario para su consumo doméstico.
Los caminos son de pueblo a pueblo, siendo el más transitable el que conduce a Astudillo, de donde se recibe la correspondencia dos días a la semana.
Producciones: trigo y cebada; ganado lanar, cuyas lanas son de bastante buena calidad, y caza de conejos y perdices.
Industria: la agrícola y un batán para paños de la fábrica de Astudillo.
Población: 4 vecinos, 21 almas.

Capital productivo: 31 630 reales. Imponible: 4970. El presupuesto municipal asciende a 2100 reales y se cubre por reparto vecinal.

## Patrimonio arquitectónico
Iglesia de Santa Juliana, gótica, de finales del siglo XV
Palacio fortificado de los Mújica, de principios del siglo XVI.